# Говорно понашање
Говорно или вербално понашање је метода анализе понашања, како би се дете научило говору, који се често користи код деце са поремећајима аутистичног спектра. Људско говорно понашање  је комплексна појава; повезан а са особеностима образовања; са местом рођења и учења, фокусом у коме особа обично комуницира, са свим карактеристикама које су карактеристичне за њега као личност, као представника друштвене групе, као и националне заједнице. ), с једне стране, и, с друге стране, у неким чисто индивидуалним говорним манифестацијама дате личности. Овоме додајемо и вербална (невербална) средства комуникације - гесте, мимику, тонске и фонетске карактеристике.
Према наведеном, говорно понашање манифестује језичку личност која припада одређеном узрасту и времену, одређеној земљи, одређеном региону, одређеној друштвеној (укључујући и професионалну) групу, датој породици. Свака особа се налази у мноштву говорних ситуација и стално је оријентисана на комуникацијско окружење, на свог партнера, у присуству трећих страна. Стално бира језички стил или понашање. Говорно понашање разликује грађанина од сељака, високообразовану особу од лоше образоване особе, децу од одраслих итд. Штавише, говорно понашање је карактеристично (наравно, у складу са општим друштвеним карактеристикама) само одређених појединаца. Сходно томе, људско говорно понашање је врста и саставни део његовог друштвеног понашања.

## Предуслови
У говорном понашању, према Б.Ф.Скинеру стечено знање о понашању животиња и људи примењује се на језичко понашање.
Понашање се подвргава нормалној бихевиористичкој, контроли околине, или другим формулацијама: тако да понашање формира окружење (прошло и садашње) тела. Као прва разлика истиче се:
- Контрола стимуланса: то су утицаји свих дешавања у окружењу организма који су се догодили у прошлом понашању, самим тим и предуслов су за понашање ( претходници )
- Контрола појачања: ово је утицај догађаја у окружењу који настаје као резултат понашања током времена, односно она је последице понашања.

Користећи АБЦ модел где Б представља понашање, можемо објаснити облик и учесталост понашања:
А → Б → Ц
Овде говоримо о трострукој контингенцији понашања. Да поједноставимо, основна карактеристика овог модела може се формулисати на следећи начин: понашање је изазвано предусловима ( стимулуси или предуслови) и предвидивим последицама (појачање или последице).
Концепт контроле доводи до неспоразума да се организам, са бихевиористичке тачке гледишта, на одређени начин понаша механички и да је усмерен споља. Али Б.Ф.Скинер наглашава активност организма: у коме је резултат (условљено) понашање организма, и то овако описује у уводном свог дела:„  
Људи делују на свет и мењају га, па се редом  мењају последице њиховог деловања.
Мушкарци делују на свет, мењају га, а заузврат их мењају последице њихових поступака.(Б.Ф.Скинер 1957. стр. 1)

## Метода
Метода говорног понашања се заснива на радовима бихевиоралног психолога Б. Ф. Скинера, који је говор дефинисао као вербалне радње које имају различите функције, изазване различитим надражајима и појачане различитим факторима  и укључује и невербалне облике комуникације, попут геста, писања, изолованих звукова и изражавања мисли помоћу слика или симбола.
Б. Ф. Скинер је идентификовао неколико врста вербалних операната (скупове говорних радњи, одређених њиховим последицама):
- МАНД (манд; наредба + захтев)  је вербална радња изазвана мотивационим стимулусима, а појачана пријемом ових стимулуса, односно захтевом.
- ТАКТ (такт)  је вербална радња изазвана невербалним стимулусом, а појачана друштвеним стимулусом, односно коментарисањем, именовањем.

### Преглед вербалног операнта "чисти"
Следећа табела (према Фрости  Бонди  ) резимира и упоређује вербалне операнте:
| Претходник                       | Вербални оператер | Резултат        | АБЦ   | Пример |
| -------------------------------- | ----------------- | --------------- | ----- | --- |
| Успостављање операције           | МАНД-ТАКТ         | Директна акција | А Б Ц | Дете пита мајку: „ Млеко! „ Мајка му даје.                                                                          |
| Карактеристика физичког окружења | ТАКТ              | Социјал         | А Б Ц | Ученик гледа напоље: „Данас је вруће . " Господар:" Истина је. "                                                    |
| Изјаве других                    | Интравербално     | Социјал         | А Б Ц | Мајка: „Ваша оцена из математике? " Девојка:" Осамнаест . " Мајка: "Добро!"                                         |
| Изјаве других                    | Ехоично           | Социјал         | А Б Ц | Учитељ: "За Враи се на енглеском каже да је истина ". Ученик: "За истину се каже да је истина ". Мајстор: "Добро!". |
| Исказ                            | Аутоклитички      | Директна акција | А Б Ц | Дете устаје: " Желим да повратим". Мајка га води у купатило.                                                        |

Поред претходних, Скиннер и даље препознаје неколико категорија чистих вербалних оператора, попут транскрипције (текст покреће понашање писања његовог садржаја), и изнад свега, различита проширења такта (нпр. Метафоричко проширење или назив )

### Вишеструка контрола језичког понашања
Чисти вербални операнти су прилично ретки; вишеструке контроле, у којима су различите комбинације претходних услова и последица ефикасније, су чешће. Пример: Учитељ држи слику куће и пита „Шта је то?“. Језичко понашање ученика „Куће“ сада је под вишеструком контролом наставниковог питања (језичко понашање другог) и слике (карактеристика физичког окружења).
Следећа табела (заснована на Фросту и Бонди  ) наводи неке сложене вербалне операнте.
| Претходно стање                                                                       | Вербални оперант               | Последица                      | Пример |
| ------------------------------------------------------------------------------------- | ------------------------------ | ------------------------------ | --- |
| - Успостављање операције - Карактеристике физичког окружења                           | МАНД-ТАКТ                      | Ступа на снагу одмах; Социјал  | Дете долази у кухињу, види тањир колачића и каже: "Колачићи!" . Мајка даје детету кекс.                                                                   |
| - Успостављање операције - Језичко понашање других                                    | Интравербални МАНД             | Ступа на снагу одмах; Социјал  | У продавници, испред школског прибора, мајка пита ћерку „Које боје треба да буде омот ваше свеске?“. Ћерка одговара "плаво" . Мајка купује плаву коверту. |
| - Успостављање операције - Карактеристике физичког окружења - Језичко понашање других | Такт интравербалног руковођења | Ступа на снагу одмах; Социајал | Мајка показује детету лопту и пита га „Шта желиш?“. Дете одговара „Лопта!“ . Мајка даје детету лопту.                                                     |
| - Карактеристике физичког окружења - Језичко понашање других                          | Интравербални ТАКТ             | Социјал                        | Отац показује детету слику у фото албуму и пита „Ко је то?“. Дете одговара "Мама" .                                                                       |
| - Карактеристике физичког окружења - Језичко понашање других                          | МАНД-ТАКТ                      | Социјал                        | Стојећи на прозору и гледајући кишни пљусак, учитељица каже "киша". Ученик понавља „кишу“ .                                                               |
| - Језичко понашање других                                                             | Интравербална ехоика           | Социјал                        | Терапеут каже: „Шта је два плус два? - Реци четири ”. Дете (нпр. Аутистично) одговара "четири", а терапеут каже "тачно".                                  |
| - Карактеристике физичког окружења - Језичко понашање других                          | Ехоичнј интравербални ТАКТ     | Социјал                        | Терапеут тера оловку и каже „Реци оловку !“. Дете одговара "оловком" . Терапеут каже "Тачно".                                                             |

Вербалне радње изазване другим вербалним стимулусом и појачане друштвеним стимулусом, су:
- Дуплирање (дуплиц)  - вербална радња тачно понавља вербални стимулус, односно понављање, имитација.
- Кодирање (кодично)  - трансформација вербалног стимулуса из говорног у писани, или из писаног у говорни (на пример, читање наглас).
- Интра-вербализација (интра-вербална)  - вербална друштвена интеракција, односно разговор, или одговори на питања.

Метода примењеног говорног понашања по много чему је слична методи појединачних покушаја, али између њих постоје битне разлике:
- у методи примењеног говорног понашања, одрасла особа која сама изводи интервенцију постаје генерализовани условно појачавајући стимулус (задовољство од интеракције) обука се изводи у природном окружењу
- главни програм - Процена језичких вештина и вештина учења ( Процена језика и основних вештина учења )
- У примењеној анализи понашања за развој вербалног понашања користи се и специјализовани комуникациони систем ПЕЦС (Пицтуре Екцханге Цоммуницатион Систем), заснован на манипулацији посебним картицама, сликама. Утврдио се као ефикасно оруђе за превазилажење комуникацијских тешкоћа са закашњелим и ослабљеним развојем говора. Обука ПЕЦС -а има благотворан утицај не само на развој комуникацијских вештина као таквих, већ и доприноси развоју говора[тражи се извор] .